# Rudolf Gehring
Rudolf Gehring (født 17. august 1948 i Hollabrunn, Niederösterreich) er en østrigsk politiker fra Christliche Partei Österreichs (CPÖ) og opstiller til valget som Forbundspræsident i 2010.
Rudolf Gehring fik sin studentereksamen i 1966 fra gymnasiet i Laa an der Thaya i delstaten Niederösterreich. Efter at have aftjent værnepligt i luftmeldekorpset begyndte han at studere jura ved Wien Universitet . Efter endt uddannelse var han politisk aktiv både på kommunalt og på delstatsniveau. Siden 2008 har Gering repræsenteret Østrigs kristelige parti, for hvilket han blev formand i 2009.
Gehring blev i 1973 gift med sin hustru Edeltraud med hvem han har fire børn.
1. ↑  Navnet er anført på engelsk og stammer fra Wikidata hvor navnet endnu ikke findes på dansk.